# سیتروئن ال‌ان‌ای
سیتروئن ال‌ان‌ای (Citroën LNA) خودرویی است که در سال‌های ۱۹۷۶ تا ۱۹۸۶در فرانسه تولید شده‌است. طراحی آن خودروهای موتور جلو-محور جلو بوده طول آن در حالت طبیعی ۳٬۳۸۰ میلیمتر (۱۳۳ اینچ) و عرض آن در حالت طبیعی ۱٬۵۲۰ میلیمتر (۶۰ اینچ) است. سیستم جعبه‌دندهٔ آن به صورت دستی است.